# Константин Фотић
Константин А. Фотић (Шабац, 4/17. фебруар 1891 — Вашингтон, 14. фебруар 1959) био је српски правник и дипломата.

## Биографија
Потицао је из шабачке породице Радосављевић, која је касније променила презиме у Фотић, пошто је шегрт Фота наследио трговачку радњу Милана Радосављевића оженивши се његовом удовицом и усвојивши његовог сина. Његов отац Алекса био је правник и народни посланик. Константин Фотић је почео школовање у родном граду, а наставио у Београду где је матурирао у II београдској гимназији 1909. године. Студије права је завршио у Бордоу 1912, а докторирао у Паризу 1914. године. Војни рок је одслужио у ђачком коњичком ескадрону у Шапцу од 1. августа 1912. до 1. септембра 1913. године. Учествовао је у Првом балканском рату као редов ђачког коњичког ескадрона, а у Другом балканском рату био је наредник-водник у II коњичком пуку "Цар Душан". Током Првог светског рата био је потпоручник и поручник у II коњичком пуку "Цар Душан" (до 15. фебруара 1915), коњички поручник у служби Војне железничке инспекције (од 15. фебруара до 15. октобра 1915), официр за везу код француских трупа у штабу 122. пешадијске дивизије на Солунском фронту (од 15. октобра 1916. до 16. децембра 1916). Током војне службе одликован је Сребрном медаљом за храброст (1913), Златном медаљом за храброст (1914), француским орденом Croix de guerre (1916). Из ратова је изашао са чином коњичког капетана I класе.

### Дипломатска каријера
Указом од 1. септембра 1916, постављен је за писара Министарства иностраних дела Краљевине Србије, због чега је разрешен даље војне дужности 16. децембра исте године. Током рата службовао је на Крфу, у Берну и Паризу.
На Конференцији мира у Паризу био је секретар Делегације Краљевине Срба, Хрвата И Словенаца, а потом је радио у канцеларији министра иностраних дела Анта Трумбића до краја јула 1920. године.
Током 1920. и 1921. године, био је секретара посланстава у у Бечу и Лондону. Министар иностраних дела Никола Пашић намеравао је да га постави за првог дипломатског чиновника у Женеви у циљу одржавања сталног контакта са Генералним секретаријатом Друштва народа, али је убрзо одустао од те намере, те је и наредне три године остао на положају секретара Посланства у Лондону до септембра 1924. године. Министар иностраних дела Момчило Нинчић изабрао га је за главног секретара делегације Краљевине СХС на V заседању Скупштине Друштва народа 1924. године. Потом је премештен на рад у Друго политичког одељење Министарства иностраних дела, које је било задужено за све послове из надлежности Друштва народа. Тада је израдио и "Плаву књигу о Св. Науму", која је представљала збирку званичних докумената о југословенским становиштима у погледу разграничења са Албанијом. Наредне године, постављен је за шефа II одељења Генералне политичке дирекције Министарства иностраних дела, после извршене унутрашње реорганизације послова, које је било задужено за послове Друштва народа. Истовремено, радио је на питањима положаја југословенских мањина у иностранству и потписивања Конкордата.
Нови министар иностраних дела Нинко Перић је одлучио, фебруара 1927, да га постави за сталног делегата Краљевине СХС при Друштву народа у Женеви. На овој дужности је остао до 14. фебруара 1929, када је његов лични пријатељ и министар иностраних дела Војислав Маринковић одлучио да га постави за генералног политичког директора Министарства иностраних дела. Нову функцију је обављао од априла 1929. до октобра 1930, када је постављен за в.д. првог (политичког) помоћника министра иностраних послова, чиме је окончан сукоб на релацији Војислав Маринковић - Богољуб Јевтић који је трајао нешто више од годину и по дана. На овом положају је остао до јануара 1932, када је по други пут постављен за сталног делегата при Друштву народа у Женеви.
Константин Фотић се током рада у Женеви, 1932-1935, истицао међу светским дипломатама својим наступима. Он је иступао по значајним питањима износећи кратко, јасно и сажето ставове Краљевине Југославије или Мале антанте. Као близак сарадник Војислава Маринковића, до средине 1932, био је његов важан саветник за различита међународна питања која су била актуелна у том периоду. Један од најтежих задатака на којима је радио била је југословенска тужба пред Саветом Друштва народа против Мађарске због њене умешаности у убиство краља Александра I Карађорђевића у Марсејском атентату.
По доласку Милана Стојадиновића на чело Министарства иностраних послова, јуна 1935, планиран је премештај Константина Фотића за посланика у Варшави. Он се жустро успротивио овом предлогу, сматрајући да је на тај начин уназађен у служби и јавно понижен, захтевајући да буде премештен у Лондон, Париз или Вашингтон. Свој став је аргументовао чињеницом да се замерио пољским дипломатама због њиховог држања после Марсејског атентата и као отворени противник политике пољско-немачког зближавања. Стојадиновић је у констултацијама са кнезом Павлом Карађорђевићем одлучио да га премести у Сједињене Америчке Државе, пошто је влада енглеским језиком и у датом моменту нису имали другог кандидата за ту позицију. Константин Фотић није био задовољан новим положајем и надао се да би у скоријој будућности могао поново да буде постављен за шефа дипломатског представништва у некој од европских држава. Међутим, његов отворени антинемачки став није био прикладан за нову спољну политику коју је повела Краљевина Југославија у другој половини тридесетих година 20. века. Касније је у својим мемоарима на другачији начин приказивао читав случај, желећи да се прикаже као дипломата који је боље разумевао развој међународних прилика од својих југословенских и европских колега.

### Посланик и амбасадор у Вашингтону
Константин Фотић је примио своју нову дужност у Вашингтону 25. октобра 1935. године. Он је остао у САД до краја своје чиновничке каријере, најпре као посланик, а од септембра 1942. по подизању ранга дипломатског представништва и као први амбасадор Краљевине Југославије у САД. Током периода 1935-1939, он се посветио раду на специфичним југословенско-америчким питањима, односу према југословенској дијаспори, али није пропуштао ни прилику да посредно критикује нови курс југословенске спољне политике. Његове активности су добиле већу тежину од 1939. године, када су САД биле знатно више заинтересоване за развој војне ситуације у Европи, а посебно после њиховог уласка у Други светски рат. Међу важнијим питањима, до априла 1941, били су разговори о америчкој материјалној помоћи за југословенску војску и пребацивање југословенских златних резерви из Лондона у Њујорк.
Шубашићева влада га је пензионисала у лето 1944. због подршке покрету генерала Драже Михаиловића. После рата био је близак српским емигрантским круговима. Написао је мемоаре о Другом светском рату под насловом "Рат који смо изгубили: трагедија Југославије и погрешка Запада".